# 蒙古自由党
蒙古自由党是蒙古国的一个政党。

## 简介
蒙古自由党成立于1999年12月17日，该党主席曾为Л.阿拉腾其木格。该党是蒙古国一个很小的党派，政治影响力弱。在2012年国家大呼拉尔选举中，共有11个政党和2个政党联盟参选。最终有3个政党和1个政党联盟获得国家大呼拉尔席位。该党则未参选。